# Матуљи
Матуљи (итaл. Mattuglie) су насељено место и седиште општине која је на граници Истре и Краса, а припада Приморско-горанској жупанији, Република Хрватска.

## Историја
До територијалне реорганизације у Хрватској налазили су се у саставу бивше велике општине Опатија.

## Насељена места
| - Брдце, - Бреги, - Брешца, - Јурдани, - Јушићи, - Кућели, - Липа, - Мале Муне, - Мали Бргуд, - Матуљи, - Михотићи, - Мучићи, | - Пасјак, - Пермани, - Рукавац, - Рупа, - Ружићи, - Шапјане, - Веле Муне, - Вели Бргуд, - Залуки, - Звонеће, - Жејане |

## Становништво
На попису становништва 2011. године, општина Матуљи је имала 11.246 становника, од чега у самим Матуљима 3.731.

## Попис1991.
На попису становништва 1991. године, насељено место Матуљи је имало 3.495 становника, следећег националног састава:
| Попис 1991.‍   | Попис 1991.‍  | Попис 1991.‍ | Попис 1991.‍ | Попис 1991.‍ |
| ------------- | ------------ | ----------- | ----------- | ----------- |
|               |              |             |             |             |
| Хрвати        | Хрвати       |             | 2.744       | 78,51%      |
| Срби          | Срби         |             | 123         | 3,51%       |
| Словенци      | Словенци     |             | 100         | 2,86%       |
| Италијани     | Италијани    |             | 57          | 1,63%       |
| Југословени   | Југословени  |             | 47          | 1,34%       |
| Муслимани     | Муслимани    |             | 31          | 0,88%       |
| Албанци       | Албанци      |             | 30          | 0,85%       |
| Црногорци     | Црногорци    |             | 15          | 0,42%       |
| Чеси          | Чеси         |             | 10          | 0,28%       |
| Македонци     | Македонци    |             | 5           | 0,14%       |
| Румуни        | Румуни       |             | 3           | 0,08%       |
| Мађари        | Мађари       |             | 2           | 0,05%       |
| Аустријанци   | Аустријанци  |             | 1           | 0,02%       |
| Немци         | Немци        |             | 1           | 0,02%       |
| Руси          | Руси         |             | 1           | 0,02%       |
| остали        | остали       |             | 3           | 0,08%       |
| неопредељени  | неопредељени |             | 165         | 4,72%       |
| регион. опр.  | регион. опр. |             | 66          | 1,88%       |
| непознато     | непознато    |             | 91          | 2,60%       |
| укупно: 3.495 |              |             |             |             |